# アリス・ブリッジス
アリス・ブリッジス（Alice Bridges、1916年7月19日 - 2011年5月5日）は、アメリカ合衆国の競泳選手。メイン州ウォーターヴィル出身。
1936年のベルリンオリンピックでは、当初国内予選の選考においてエレノア・ホーンとエディス・モトリッジに次ぐ3番手候補であったが、エレノア・ホーンが飲酒行為などにより代表から外され繰り上げで代表となった。オリンピック本戦ではオランダのディナ・ゼンフとリー・マステンブルークに次ぐ3位で銅メダルを獲得した。
2008年に彼女が幼少期から過ごしたマサチューセッツ州アックスブリッジにあるマムフォード川に掛かる橋がアリス・ブリッジス橋と名付けられた。